# Hysterocrates vosseleri
Hysterocrates vosseleri är en spindelart som beskrevs av Embrik Strand 1906. Hysterocrates vosseleri ingår i släktet Hysterocrates och familjen fågelspindlar. Inga underarter finns listade i Catalogue of Life.